# Oscar Dronjak
Oscar Fredrick Dronjak (Mölndal, Suecia; 20 de enero de 1972) es el guitarrista de la banda de Heavy Metal, HammerFall. Él es el único miembro que se mantiene en el grupo desde su formación original en 1993.
Oscar Dronjak nació en la ciudad sueca de Mölndal. Como muchos suecos, su primer instrumento musical fue el acordeón; hasta tocó el trombón por unos años, recién a los 14 años de edad se dedicó a la guitarra. Pronto comenzó con su primera banda llamada The Hippie Killers, más tarde dio vida a la banda de death metal llamada Desecrator la que fue renombrada más tarde a Ceremonial Oath. Pero justo antes del lanzamiento de su primer álbum, él detuvo las ventas. El final de su carrera en Ceremonial Oath fue el comienzo de Hammerfall. Al principio Hammerfall era solo un pequeño proyecto, él y sus amigos ensayaban juntos canciones que el mismo había escrito, una de ellas era Steel Meets Steel. Luego grabaron su primer disco llamado Glory to the Brave.
Además de guitarrista del grupo, fue segunda voz en el grupo In Flames en el tema Stand Ablaze del álbum Subterranean.